# 曾聖光
曾聖光，阿美族名新將·席外（1997年9月12日—2022年11月2日），生於臺灣花蓮縣吉安鄉，撒奇萊雅族人，中華民國陸軍退伍士官。2022年俄羅斯入侵烏克蘭後，他志願加入烏克蘭國際軍團，並於戰鬥中身亡，為第一位阵亡于乌克兰的台湾籍志愿兵，也是首位陣亡的東亞士兵。

## 生平
曾聖光幼時隨家人移民至貝里斯。父母離婚後，高中時隨其母親返回台灣。曾聖光擅長英語，高中時曾獲得花蓮縣英文大賽亞軍，亦通西班牙語。嚮往軍旅生活的他，高中畢業後即先後於中華民國陸軍花防部戰車營以及在後勤二支部當下士班長服役五年，於2022年2月申請退伍。
2022年6月，曾聖光獨自赴歐洲加入烏克蘭領土防衛國際軍團，9月初加入乌克兰陆军第49独立步枪营。該部隊在烏東戰線參與了哈爾科夫反攻，並為頓巴斯戰區前緣提供側翼支援以收復伊久姆和利曼等城市，並於10月初進一步進佔頓內次克州北部一系列的水壩和邊境地域。曾聖光配帶中華民國及烏克蘭兩國國旗聯合繡徽臂章在戰場奔波，留言「沒丟陸軍的臉」，並拍攝俘獲俄軍坦克、物資與俄軍白磷弹轟炸陣地的影片。
同年10月23日，曾聖光的小隊由美籍隊長Boris率領，奉命自烏東顿涅茨克州利曼方向的捷爾尼（Terny）鎮推進，11月2日於盧甘斯克州的克雷明納市鎮外與俄軍交戰時因遭來襲戰車砲彈炸射而頭部受傷，最終因失血過多而阵亡，得年25歲；其隊友澳洲籍狙擊手、代號“忍者”的 Trevor Kjeldal 亦於同一戰役中陣亡。在遭受俄軍砲擊受傷過世前，曾聖光在戰壕中掩護其他三名同袍安全撤離。
由於其營長奧列格·庫欽已先於6月19日反攻伊久姆時陣亡，副營長Ruslan Andriyko代表發文表示：「這是我們營隊的損失，我對曾的家人和台灣感到尊敬......」乌克兰自由民主联盟的主席Arthur Kharytonov称，将尽一切努力让乌克兰人记住这位台湾英雄的壮举。他的日本籍战友「多布勒」提供了更多关于曾圣光的照片，并表示“有来生一定再做朋友”，而这名日本籍战友亦在11月9日同样战死沙场。11月14日，曾聖光的喪禮在利沃夫市的聖使徒彼得與保羅駐軍教堂举行。

## 個人生活
曾聖光出身基督新教家族，屬台灣長老教會，並在出生時受洗。
他經常關注台灣國軍改革的議題，分享軍事評論員的建議，如漢光演習變成演戲，不符合實戰、義務役4個月太短，應該直接改為1年、認為台灣目前的黃埔思維、刺槍術、勤儉建軍、越戰戰鬥法等等是阻礙變革的原因；並分享「民防體系、後備動員體系、災難應變能力、戰略物資儲備都不成熟，甚至沒有」，也許是想要透過實際參戰，把實戰觀念跟技術帶回台灣。
2022年8月間，台海兩岸關係升高緊張，曾聖光在臉書表示想要回來保衛台灣。回應小粉紅對他的抨擊，他表示：「我是Taiwanese，不是Chinese。」
在他陣亡新聞發布後，他被發現生前曾有信用卡債務糾紛，經法院民事判決仲裁還款，且曾經有估計約新台幣一百萬元的債務。此消息在網路上引起關於他赴烏克蘭動機之議論。其所屬教會牧師公開反駁，認為參戰動機是來自於他身為基督徒的公義心。

## 後續
2022年11月11日，台灣本土放志樂團創作一首MV歌曲紀念這位民主自由鬥士；世界特種部隊與軍武資料庫亦分享此曲。
2022年耶誕節，台灣民間向上文教基金會與福和會於南投埔里紙敎堂為其舉行追思音樂會、遺族將由烏克蘭取回物品悉數捐贈台南「國立台灣歷史博物館」典藏展覽。
2023年4月28日，烏克蘭總統澤連斯基發布第246號總統令，授予曾聖光與Trevor Kjeldal等19名士官兵三級勇氣勳章以表彰其在執勤時表現的自我犧牲精神。
2023年11月9日，中華民國外交部發起「聖光計畫」紀念曾聖光為自由奮戰的精神，邀請設計師鍾宜紋擔綱以「台灣挺自由」（Taiwan Stands Up for Freedom）概念、撒奇萊雅族圖騰為中心、環繞刺竹達固湖灣刺竹的識別設計，傳遞堅定捍衛自由民主的普世價值。

## 榮譽
- 三級勇氣勳章（乌克兰，追贈）[40]

## 备註
1. ↑  Facebook帳户名稱